# Beautiful Stories for Ugly Children
Beautiful Stories for Ugly Children (с англ. — «Прекрасные истории для уродливых детей») — шестой студийный альбом американской альтернативной метал-группы Mushroomhead, выпущенный 28 сентября 2010 на лейбле Megaforce Records. Данный релиз стал последним, в записи которого участвовали гитарист Дэйв Фелтон и бас-гитарист Джек Килкойн. Также это первый альбом, в записи которого участвует новый участник группы — Дэниел Фокс. Как заявили сами участники группы в интервью для канала MTV, название альбома вдохновлено одноимённой серией комиксов, издававшейся DC Comics с июня 1989 по сентябрь 1992 года. По словам группы, они хотели, чтобы название альбома отражало природу самих песен, и название появилось после того, как они включили визуальные элементы проекта.
Композиция «Come On» была выпущена на iTunes 31 августа 2010 года в версии без цензуры. Также на эту песню был снят видеоклип, премьера которого состоялась 27 сентября того же года в программе MTV Headbangers Ball, ведущими которой выступили сами Mushroomhead.
Диск занял 44-е место в американском чарте Billboard 200, продажи альбома составили 11 000 копий за первую неделю.

## Список композиций
| №                   | Название                                               | Длительность |
| ------------------- | ------------------------------------------------------ | ------------ |
| 1.                  | «Come On»                                              | 4:07         |
| 2.                  | «Inspiration»                                          | 3:46         |
| 3.                  | «Slaughterhouse Road»                                  | 3:41         |
| 4.                  | «I’ll Be Here»                                         | 4:36         |
| 5.                  | «Burn the Bridge»                                      | 5:10         |
| 6.                  | «Holes in the Void» (при уч. Джо Алтьера и Сары Слоэн) | 4:45         |
| 7.                  | «Harvest the Garden»                                   | 4:34         |
| 8.                  | «The Harm You Do»                                      | 4:06         |
| 9.                  | «Your Demise»                                          | 4:21         |
| 10.                 | «The Feel»                                             | 3:50         |
| 11.                 | «Darker Days»                                          | 3:46         |
| 12.                 | «Do I Know You?»                                       | 2:46         |
| Общая длительность: | Общая длительность:                                    | 49:32        |

## Участники записи
Mushroomhead
- Джеффри Хэтрикс — вокал
- Уэйлон Ривис — вокал
- Дэйв Фелтон — гитара
- Джек Килкойн — бас-гитара
- Том Шмитц — клавишные
- Рик Томас — тёрнтейблизм, семплы, перкуссия
- Дэниел Фокс — перкуссия
- Стив Фелтон — барабаны

Производственный персонал
- Стив Фелтон — продюсер
- Райан Фаррелл — звукорежиссёр
- Билл Корецки — микширование
- Майк Лендолт — звукорежиссёр
- Патрик Льюис — звукорежиссёр
- Роджер Лайан — мастеринг
- Ксавьер Диллинджер — арт-дизайн
- Ричард Томас — арт-дизайн